# Valeur intrinsèque (finance)
Pour les articles homonymes, voir Valeur intrinsèque.
La valeur intrinsèque (ou valeur fondamentale) d'un actif financier ou d'un titre financier est sa valeur calculée par rapport à une mesure objective et inhérente. 
Une distinction concerne le prix de l'actif, qui est déterminé par rapport à d'autres actifs similaires. Il convient donc de noter que l’approche intrinsèque de l’évaluation peut être quelque peu simplifiée, dans la mesure où elle est dérivée des éléments autres que la mesure en question. La valeur intrinsèque reflète la valeur de tous les bénéfices que l'actif doit générer dans le futur.